# Ібрагім Садік
Ібрагім Садік (фр. Ibrahim Sadiq, нар. 7 травня 2000, Будубурам, Гана) — ганський футболіст, вінгер нідерландського клубу АЗ.

## Ігрова кар'єра

### Клубна
Ібрагім Садік почав щайматися футболом на батьківщині - в Гані. У 2018 році він перебрався до Європи. де приєднався до данського клубу «Норшелланн». 15 липня 2018 року відбувся офіційний дебюь футболіста в чемпіонаті Данії. Майже одразу садік зіграв першу гру в кваліфікації Ліги Європи. 
Перед початком сезону 2022 року футболіст перейшов до шведського «Геккена», з яким уклав угоду до 2025 року. 2 квітня у матчі проти столисного АІКа Ібрагім зіграв перший матч у новій команді. Разом з «Геккеном» Садік вигравав національний чемпіонат Швеції.
після вдалого періоду у Швеції, у вересні 2023 року садік перейшов до нідерландського клубу АЗ, підписавши з клубом п'ятирічний контракт.

### Збірна
У 2017 році у складі юнацької збірної Гани (U-17) Ібрагім Садік брав участь у юнацькій першості світу в Індії, де взяв участь у чотирьох матчах.
У 2019 році Садік грав на Молодіжному Кубку Африки в Нігері.

## Досягнення
«Геккен»
- Чемпіон Швеції: 2022
- Володар Кубка Швеції: 2022-23

Особисті досягнення
- Команда місяця Ередивізі: вересень 2024[12]